# Le Lion, le Dragon et le Renard
Le Lion, le Dragon et le Renard est une gravure sur cuivre au burin réalisée par Maître JG. Il existe un exemplaire conservée à Zurich et un exemplaire Paris à la BnF dans le département des estampes. Elle mesure 112 × 160 mm.

## Description
La gravure représente un dragon sur un rocher s'adressant la gueule ouverte à un lion qui lui fait face dans la même posture. Un peu en contrebas, entre les deux bêtes, un renard les regarde. Il n'y a pas d'explication à cette allégorie.